# 铁边城镇
铁边城镇，是中华人民共和国陕西省延安市吴起县下辖的一个乡镇级行政单位。 区域面积796.30平方千米。

## 行政区划
铁边城镇下辖以下地区：
铁边城村、三谷窑村、白石嘴村、油寺村、田百户村、张涧村、田南湾村、张户岔村、海眼沟村、吴岔村、吕沟嘴村、南庄畔村、刘泉沟村、王洼子村、北梁村、陈岔村、张台子村、寨子湾村、李台子村、庙梁子村、贾台子村、箭杆岭村和狼儿沟村。